# Barano d'Ischia
Barano d'Ischia is een Italiaanse gemeente, onderdeel van de metropolitane stad Napels, wat voor 2015 nog de provincie Napels was (regio Campanië) en telt 9423 inwoners (31-12-2004). De oppervlakte bedraagt 11,1 km², de bevolkingsdichtheid is 780 inwoners per km². Het is gelegen op het eiland Ischia.
De volgende frazioni maken deel uit van de gemeente: Buonopane, Testaccio d'Ischia, Vatoliere, Fiaiano, Piedimonte.

## Demografische ontwikkeling

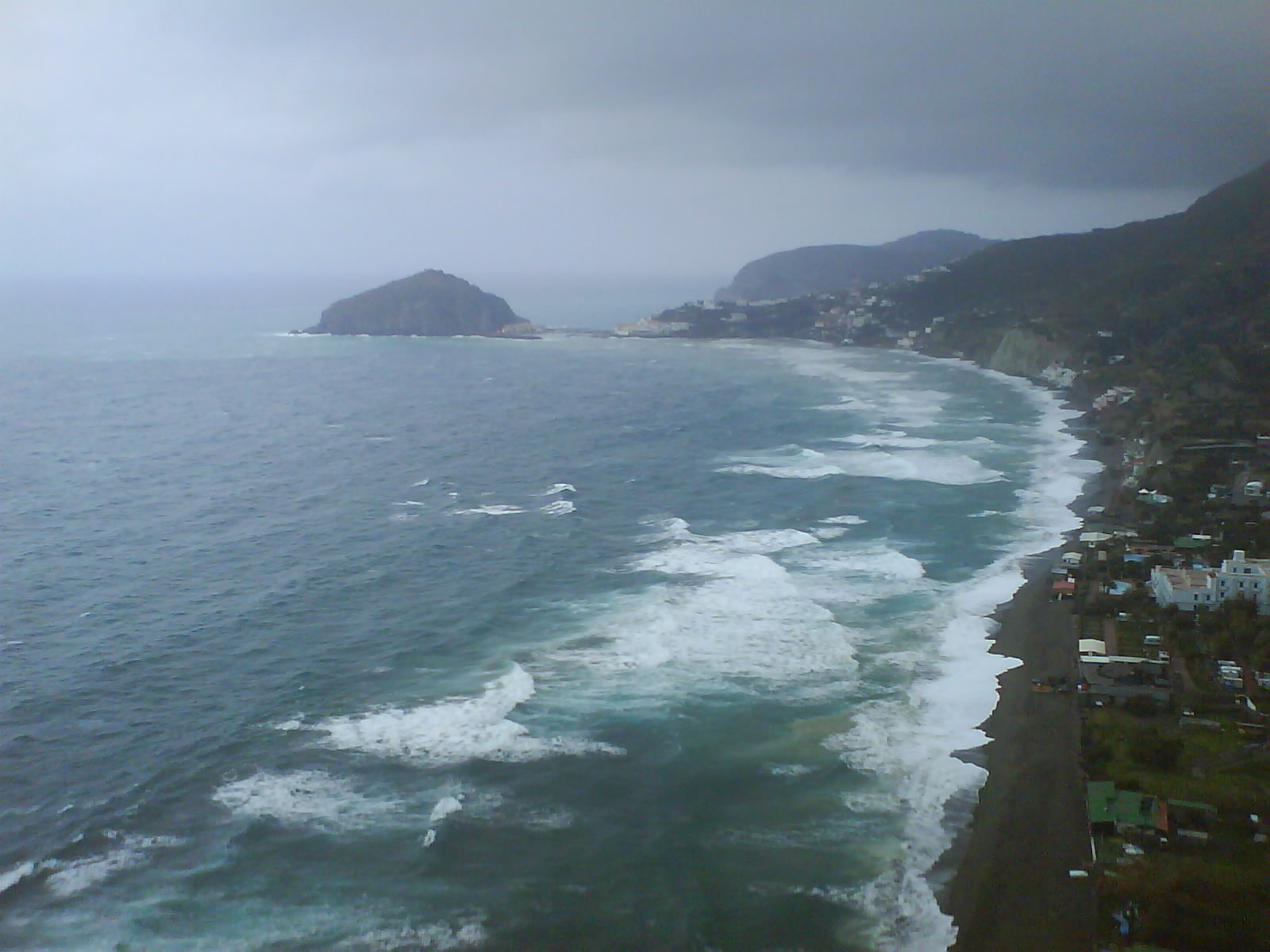
Spiaggia dei Maronti

## Geografie
Barano d'Ischia grenst aan de volgende gemeenten: Casamicciola Terme, Ischia, Serrara Fontana.